# Argyroeides affinis
Argyroeides affinis là một loài bướm đêm thuộc phân họ Arctiinae, họ Erebidae.